# Maestro del Libro di casa
Il Maestro del Libro di casa, conosciuto anche come il Maestro del Gabinetto di Amsterdam (attivo alla fine del XV secolo – dopo il 1505), è stato un pittore tedesco.

## Biografia
Anonimo artista tedesco, attivo nella Germania meridionale e probabilmente formatosi nel Reno superiore. È così chiamato da un libro illustrato con disegni a penna, posteriore al 1476, che contiene, tra le altre, scene di vita quotidiana al castello di Wolfegg. Le sue copie a stampa sono oggi per gran parte conservate al Gabinetto dei disegni del Rijksmuseum di Amsterdam, da cui deriva l'altro nome con cui è conosciuto: Maestro del Gabinetto di Amsterdam. Il manoscritto è appartenuto alla nobile famiglia tedesca di Waldburg-Wolfegg fino al 2008, quando è stato venduto per 20 milioni di Euro, probabilmente ad un compratore svizzero.
Del suo catalogo fanno parte il Polittico della Passione , databile al 1475 circa e ora smembrato e conservato in vari musei di Berlino e Francoforte, gli Amanti di Gotha del 1480 circa e ora conservato al Museo ducale di Gotha, dall'insolito soggetto: un specie di doppio ritratto sotto un cartiglio goticheggiante e la Madonna col Bambino di Monaco.
Superbo incisore a bulino, introduce la nuova tecnica della puntasecca grazie alla quale ottiene effetti di grazie e chiarezza, con linee più dolci e sinuose, come nella serie dei Figli dei Pianeti. Nelle cinque scene autografe della serie con la Vita della Vergine, raggiunge effetti di stupenda morbidezza.

## Galleria d'immagini
Alcune scene del Polittico della Passione conservate entrambe alla Gemäldegalerie di Berlino.
|  |  |